# Mauzun
Mauzun település Franciaországban, Puy-de-Dôme megyében. Lakosainak száma 132 fő (2022. január 1.). Mauzun Bongheat, Égliseneuve-près-Billom, Estandeuil és Fayet-le-Château községekkel határos.

## Népesség
A település népességének változása:
| Lakosok száma | 108  | 111  | 117  | 115  | 117  | 117  | 116  | 124  | 132  |
|               | 2013 | 2015 | 2016 | 2017 | 2018 | 2019 | 2020 | 2021 | 2022 |